# 小島信久
小島信久（こじま のぶひさ、1933年 - 2019年）為日本天文學家。

## 生平
小島信久在愛知縣一色町一所初中擔任科學老師期間，自製了施密特相機等攝影設備，並發現了兩顆彗星：週期彗星—小島彗星和C/1972 U1。 
他是第一個透過攝影發現彗星的日本人，儘管許多日本搜尋者都是透過目視發現彗星的。此外，他於2010年在星系NGC 6189、2011年在星系NGC 4076發現了超新星。 

## 紀念
小行星4351以他的名字命名。